# Erwan Konaté
Erwan Konaté (Amiens, 18 aprile 2003) è un lunghista e modello francese, campione mondiale under 20 nel 2021 e 2022 ed europeo under 23 nel 2025.

## Biografia
È allenato dal 2021 dall'armeno Robert Emmiyan, attuale detentore del record europeo nel salto in lungo. 
Campione francese cadetti nel 2020, ha vinto la medaglia di bronzo agli Europei juniores 2021, a Tallinn, in Estonia, portando il suo record personale a 7,91 m.
Il 20 agosto 2021 ha vinto i campionati del mondo junior 2021, a Nairobi, in Kenya, con un salto di 8,12 m, migliorando di 21 cm il suo record personale e di 14 cm il record francese junior detenuto da Yann Domenech dal 1997.
Il 28 gennaio 2022 a Karlsruhe, ha stabilito un nuovo record europeo junior indoor con 7,98 m, migliorando di 9 cm il vecchio miglior record continentale stabilito dal suo allenatore Robert Emmiyan nel 1984.
Il 2 agosto 2022 ha mantenuto il titolo mondiale junior ai Campionati mondiali junior di Cali, in Colombia, con un salto di 8,08 m.
Nel 2025 vince la medaglia d'oro agli europei under 23 di Bergen, siglando anche il nuovo record nazionale di categoria in 8,25 m.

## Record nazionali
Juniores (under 20)
- Salto in lungo: 8,12 ( Nairobi, 20 agosto 2021)
- Salto in lungo indoor: 7,98 m ( Karlsruhe, 28 gennaio 2022)

## Palmarès
| Anno | Manifestazione | Sede     | Evento         | Risultato | Prestazione | Note                                   |
| ---- | -------------- | -------- | -------------- | --------- | ----------- | -------------------------------------- |
| 2021 | Europei U20    | Tallinn  | Salto in lungo | Bronzo    | 7,91 m      |                                        |
| 2021 | Mondiali U20   | Nairobi  | Salto in lungo | Oro       | 8,12 m      |                                        |
| 2022 | Mondiali U20   | Cali     | Salto in lungo | Oro       | 8,08 m      |                                        |
| 2023 | Europei indoor | Istanbul | Salto in lungo | 7°        | 7,65 m      |                                        |
| 2025 | Europei U23    | Bergen   | Salto in lungo | Oro       | 8,25 m      | Miglior prestazione nazionale under 23 |